# Döğer

Das Zeichen der Döğer

Die Döğer waren ein oghusischer Stamm. Sie siedelten sich während der seldschukischen Eroberung des Nahen Ostens hauptsächlich auf dem Gebiet der heutigen Türkei an. Andere Schreibweisen sind Döğər (Aserbaidschanisch) und Düker (Turkmenisch).
Mahmud al-Kāschgharī erwähnte sie unter dem Namen Töker als einen der 24 oghusischen Stämme. Als Totemtier hatten sie einen Rotfußfalken. Ihr Stammesname bedeutet im Alttürkischen für das Versammeln.
Die Döğer sind mit den Seldschuken im 11. Jahrhundert aus Zentralasien nach Anatolien gekommen. Die Herrscher der Ortoqiden waren Nachfahren der Döğer. Die Ortoqiden regierten Nordmesopotamien im 11. und 12. Jahrhundert.
Heute gibt es noch Reste des Stammes in der Türkei in Pakistan und im Iran. In der heutigen Türkei gibt es 12 Orte mit dem Namen Döğer, Düğer, Döver und Düver sowie im Iran ein Ort mit dem Namen Dūger. In Pakistan gibt es noch den stamm Dogar. Außerdem ist Digor die Selbstbezeichnung der muslimischen Osseten. Die Selbstbezeichnung der christlichen Osseten dagegen ist Irættæ.